# Апиата, Билл Генри
Билл Генри (Вилли) Апиата (англ. Bill Henry «Willie» Apiata; род. 28 июня 1973, Мангакино, Таупо, Уаикато, Северный остров, Новая Зеландия) — новозеландский военнослужащий, капрал Особой воздушной службы Новой Зеландии. Кавалер креста Виктории для Новой Зеландии, первый и единственный новозеландец в этом качестве.
Родился в 1973 году на Северном острове. Отец — маори, мать — пакеха. После развода родителей вместе с тремя сёстрами в одиночку воспитывался матерью. Оставив школу, он перебивался случайными заработками, а в 1989 году в возрасте 17 лет записался в армию Новой Зеландии. В 2000—2001 годах в составе Королевского новозеландского пехотного полка служил в Восточном Тиморе при временной администрации ООН. В 2002 году со второго раза прошёл отбор и был зачислен в Особую воздушную службу Новой Зеландии. Вскоре в составе новозеландского контингента был направлен на войну в Афганистане.
В 2004 году новозеландский патруль, задействованный в оценке ситуации в преддверии президентских выборов, был развёрнут в районах вилаятов Кандагар, Урузган и Дайкунди. 17 июня новозеландцы посетили деревню Ход, и остались ночевать в двух километрах к западу от неё, встав в оборонительный порядок. В три часа утра патруль был атакован боевиками из гранатомётов, автоматов и пулемётов. Машина младшего капрала Апиаты была подорвана, однако он не пострадал, и вместе с двумя другими солдатами начал оказывать помощь тяжело раненому командиру. Апиата на себе вынес раненого с поля боя, а затем принял участие в отражении атаки боевиков. Сражение заняло всего 20 минут, боевики были повержены, раненый выжил, а Апиата не получил никаких повреждений. В 2007 году он был удостоен креста Виктории для Новой Зеландии.
После этого Апиата продолжил службу и в 2009—2010 годах повторно находился в командировке в Афганистане. В 2012 году вышел в отставку в звании капрала после 23 лет военной службы. Ныне занимается благотворительной деятельностью в среде ветеранского движения Новой Зеландии, оказывает помощь самим ветеранам и членам их семей. Был дважды женат, имеет троих детей.

## Биография

### Молодые годы
Билл Генри Апиата родился 28 июня 1973 года в Мангакино на Северном острове в Новой Зеландии. В свидетельстве о рождении указан как Билл, но все стали звать его Вилли.
Отец Пирипи — маори из иви Нгапухи с родовым мараэ в селении Оромахоэ; мать Ширли — новозеландка-пакеха. Был самым младшим ребёнком в семье и имел троих сестёр — Дебс, Хелен и Гвен. Вскоре родители разошлись, Вилли вырос без отца, практически не общаясь с ним в течение последующих нескольких лет. Ранее детство Апиата провёл в Вайме в Нортленде, а в возрасте семи лет переехал с матерью и сёстрами в Те-Каху, что на востоке Саутленда близ залива Пленти, где обрёл своё мараэ. Там же ходил в районную школу Те Фанау-а-Апануи, которую бросил в день своего 15-летия.
В возрасте 16 лет мать отправила Вилли жить к родственникам в Окленд. Там он жил в семье своего школьного друга и будущего известного регбиста Рубена Паркинсона, отец которого считал Вилли своим названым сыном. Некоторое время Вилли продавал пылесосы и книги в окрестностях Тауранги, занимался ловлей раков, а также работал водителем грузовика, увлёкшись вождением и разбором старых машин. Впоследствии Апиата сам пытался перевезти свою мать в город, но она, гордясь своей самодостаточностью, вернулась в маленький дом с собственным садом без электричества и водопровода. Апиата так отзывался о ней: «Мой герой — моя мать, старая добрая мама. Мы росли в неполной семье. Но она всегда была рядом с нами. Одежда, еда, семья. Это всё что было для неё важно».

### Военная служба

#### Начало
6 октября 1989 года в возрасте 17 лет Апиата был зачислен в армию Новой Зеландии и начал службу в полке Хаураки (территориальные силы) в составе Королевского новозеландского пехотного полка. В 1996 году по рекомендации друзей предпринял попытку присоединиться к Особой воздушной службе Новой Зеландии, но она не увенчалась успехом. С июля 2000 года по апрель 2001 года Апиата служил в Восточном Тиморе в составе новозеландской 3-й батальонной группы при временной администрации Организации Объединённых Наций. По возвращении на родину он был переведён на полную ставку в регулярные силы армии Новой Зеландии.
В ноябре 2001 года Апиата предпринял вторую попытку пройти отбор в Особую воздушную службу, и после прохождения соответствующего обучения, в начале 2002 года был зачислен в ОВС. Во время службы Апиата неоднократно премировался и получал высокие результаты на всех пройденных им курсах военной подготовки. Вскоре, в составе второго контингента Особой воздушной службы Апиата был отправлен на войну в Афганистане, проведение которой силами США было поддержано руководством Новой Зеландии.

#### Награждение крестом Виктории для Новой Зеландии
2 июля 2007 года капрал Апиата был удостоен креста Виктории для Новой Зеландии. Тем же решением два солдата были награжены знаком отличия «За храбрость», а один — медалью «За храбрость». Все они состояли в новозеландском контингенте 2004 года, а двое из них участвовали в том же бою, что и Апиата. Их имена не были названы по соображениям безопасности. О награждении было объявлено на заседании парламента премьер-министром Новой Зеландии Хелен Кларк, которая отметила, что «все награды, анонсированные сегодня, присуждаются за храбрость, проявленную в Афганистане в 2004 году, и являются свидетельством самоотверженности, умений и профессионализма Особой воздушной службы Новой Зеландии».
Внимание премьер-министра на действия Апиаты было обращено бывшим начальником Сил обороны Новой Зеландии маршалом авиации Брюсом Фергюссоном, после чего было подготовлено соответствующее представление, которое получило одобрение королевы. Сам Апиата на пресс-конференции в Веллингтоне сказал, что «просто выполнял свою работу и присматривал за своими товарищами», отметив, что награда «очень много значит для меня, моей семьи и самого подразделения», а также сказал, что до сих пор поддерживает связь с человеком, жизнь которого спас: «Всякий раз, когда я его вижу, то догоняю его, и мы вместе пьём пиво. Мы хорошие друзья».

Королева любёзно одобрила присуждение нижеследующих новозеландских наград за храбрость:
КРЕСТ ВИКТОРИИ ДЛЯ НОВОЙ ЗЕЛАНДИИ (КВ)
Креста Виктории за Новую Зеландию удостоен:
Капрал Билл Генри АПИАТА (M181550)
1-я группа Особой Воздушной Службы Новой Зеландии
Младший капрал (ныне капрал) Апиата был в 2004 году частью отряда Особой Воздушной Службы Новой Зеландии (ОВСНЗ), занимавшегося патрулированием в Афганистане и построившимся в оборонительном порядке на ночь. Примерно в 3 часа 15 минут отряд был атакован группой из около 20 боевиков, незаметно приблизившихся к ним под прикрытием холмистой местности и кромешной темноты. Реактивные снаряды поразили две войсковые машины, уничтожив одну и обездвижив другую. После первого удара с близкого расстояния последовал плотный и продолжительный огонь из пулеметов и автоматов. Затем атака продолжилась посредством остальных реактивных снарядов, пулеметов и автоматов. Первая из атак была направлена на автомобиль, в котором находился младший капрал Апиата. Он был сброшен с капота в результате попадания реактивной гранаты по машине. Он был оглушён, но не получил физических повреждений.
Два других члена экипажа машины были ранены осколками; один из них, капрал А, находился в тяжелом состоянии. Освещённые горящей машиной и находящиеся под постоянным и точным огнем противника, направленным на их позицию и вокруг неё, трое солдат незамедлительно укрылись где было возможно. Было обнаружено, что капрал А получил опасные для жизни ранения. Двое других солдат немедленно начали оказывать ему первую помощь. В такой ситуации младший капрал Апиата взял командирование на себя, осознав, что состояние его командира быстро ухудшается.
Однако, к этому времени незащищённая позиция младшего капрала Апиаты, находившаяся на выдвижении примерно в 70 метрах от остальной части отряда, продолжила подвергаться все более интенсивному вражескому огню. Капрал А страдал от серьёзного артериального кровотечения и терял сознание. Младший капрал Апиата решил, что его товарищу срочно требуется медицинская помощь, иначе он, скорее всего, умрёт. Будучи пригвождённым противником к земле, и находясь на прямой линии огня между врагом и своими товарищами, он также пришёл к выводу о том, что они не могут достичь их позиции и помощи ждать неоткуда. Когда противник усилил атаку на позицию младшего капрала Апиаты, он, не задумываясь о том, чтобы бросить своего коллегу и спастись самому, принял решение, подобающее самой высшей степени личного мужества под огнём. Зная о рисках, связанных с выдвижением на открытую местность, младший капрал Апиата решил в одиночку вынести капрала А в относительную безопасность до основной позиции войск, которая обеспечивала лучшее прикрытие и где можно было оказать медицинскую помощь. Он приказал другому своему товарищу, солдату T, вернуться в тыл. Пренебрегая собственной безопасностью, младший капрал Апиата встал и поднял своего товарища. Затем он перенес его через 70 метров разбитой, каменистой и охваченной огнем земли, где они бросались в глаза на фоне боя и были полностью открыты для сильного вражеского и встречного огня с основных войсковых позиций. То, что ни он, ни его товарищ не пострадали, вряд ли поддаётся осознанию. Доставив своего раненого товарища в относительную безопасность к остальным членам патруля, младший капрал Апиата перевооружился, вступил в бой и контратаковал. Своими действиями он устранил тактические сложности касательно затруднительного положения капрала А из соображений его спасения.

Тотчас же отряд смог полностью сосредоточиться на одержании победы в самом бою. После 20-минутного столкновения атака была отбита, нападавшие, несмотря на численное превосходство, разбиты со значительными потерями, а затем отогнаны отрядом. Таким образом, младший капрал Апиата внёс существенный вклад в оперативный успех сражения. Последующая медицинская экспертиза показала, что капрал А, вероятно, умер бы от потери крови и шока, если бы младший капрал Апиата не совершил самоотверженный и храбрый поступок, доставив его обратно к основным позициям отряда для оказания немедленной помощи, в которой он так нуждался.
Оригинальный текст (англ.)The Queen has been pleased to approve the following New Zealand Gallantry Awards:

VICTORIA CROSS FOR NEW ZEALAND (VC)
To receive the Victoria Cross for New Zealand:
Corporal Bill Henry APIATA (M181550)
1st New Zealand Special Air Service Group
Lance Corporal (now Corporal) Apiata was, in 2004, part of a New Zealand Special Air Service (NZSAS) Troop on patrol in Afghanistan, which laid up in defensive formation for the night. At approximately 0315 hours, the Troop was attacked by a group of about 20 enemy fighters, who had approached by stealth using the cover of undulating ground in pitch darkness. Rocket-propelled grenades struck two of the Troop's vehicles, destroying one and immobilising the other. The opening strike was followed by dense and persistent machine gun and automatic rifle fire from close range. The attack then continued using further rocket-propelled grenades and machine gun and rifle fire. The initial attack was directed at the vehicle where Lance Corporal Apiata was stationed. He was blown off the bonnet by the impact of rocket propelled grenades striking the vehicle. He was dazed, but was not physically injured.
The two other vehicle crew members had been wounded by shrapnel; one of them, Corporal A, was in a serious condition. Illuminated by the burning vehicle, and under sustained and accurate enemy fire directed at and around their position, the three soldiers immediately took what little cover was available. Corporal A was discovered to have sustained life-threatening wounds. The other two soldiers immediately began applying basic first aid. Lance Corporal Apiata assumed command of the situation, as he could see that his superior's condition was deteriorating rapidly.
By this time, however, Lance Corporal Apiata's exposed position, some 70 metres in front of the rest of the Troop, was coming under increasingly intense enemy fire. Corporal A was now suffering serious arterial bleeding and was lapsing in and out of consciousness. Lance Corporal Apiata concluded that his comrade urgently required medical attention, or he would likely die. Pinned down by the enemy, in the direct line of fire between friend and foe, he also judged that there was almost no chance of such help reaching their position. As the enemy pressed its attack towards Lance Corporal Apiata's position, and without thought of abandoning his colleague to save himself, he took a decision in the highest order of personal courage under fire. Knowing the risks involved in moving to open ground, Lance Corporal Apiata decided to carry Corporal A single-handedly to the relative safety of the main Troop position, which afforded better cover and where medical treatment could be given. He ordered his other colleague, Trooper T, to make his own way back to the rear. In total disregard of his own safety, Lance Corporal Apiata stood up and lifted his comrade bodily. He then carried him across the 70 metres of broken, rocky and fire swept ground, fully exposed in the glare of battle to heavy enemy fire and into the face of returning fire from the main Troop position. That neither he nor his colleague were hit is scarcely possible. Having delivered his wounded companion to relative shelter with the remainder of the patrol, Lance Corporal Apiata re-armed himself and rejoined the fight in counter-attack. By his actions, he removed the tactical complications of Corporal A's predicament from considerations of rescue.

The Troop could now concentrate entirely on prevailing in the battle itself. After an engagement lasting approximately 20 minutes, the assault was broken up and the numerically superior attackers were routed with significant casualties, with the Troop in pursuit. Lance Corporal Apiata had thereby contributed materially to the operational success of the engagement. A subsequent medical assessment confirmed that Corporal A would probably have died of blood loss and shock, had it not been for Lance Corporal Apiata's selflessly courageous act in carrying him back to the main Troop lines, to receive the immediate treatment that he needed.

Точная дата и расположение того места, где состоялся бой, за который наградили Апиату, на тот момент не были раскрыты общественности. Известно лишь было, что всё произошло в 2004 году. Место действия представляло собой бесплодную гористую местность, если не считать нескольких деревьев, где летом очень жарко, а зимой температура достигает минусовых значений.
По данным СМИ, члены Особой воздушной службы обеспечивали безопасность в одной из деревень. На ночь новозеландский патруль встал в оборонительный порядок на отдых. В темноте группа из порядка 20 боевиков переползла по холмистой местности к лагерю новозеландцев, подобравшись достаточно близко для начала атаки. Примерно в 3 часа 15 минут утра в автомобиль, на капоте которого спал на тот момент младший капрал Апиата, попал реактивный снаряд, озаривший ночное небо. В результате взрывной волны Апиата в спальном мешке был сброшен с машины, оглушён, но не пострадал, после чего поднялся и стал оглядываться вокруг. В это время боевики открыли сильный пулемётный и автоматный огонь, в ходе которого был подорван ещё один автомобиль, ранено двое товарищей Апиаты, причём один из них — смертельно.
Позиция Апиаты в 70 метрах вперёди основного расположения новозеландского контингента также подвергалась плотному огню боевиков. У раненого сослуживца Апиаты, имевшего звание капрала, открылось артериальное кровотечение, и он начал терять сознание. Двое других солдат начали оказывать своему товарищу первую помощь. Поняв, что в данный момент помощи ждать неоткуда, Апиата за считанные секунды принял решение спасти своего сослуживца самостоятельно. Взвалив его на себя, Апиата на плече вынес раненого из боя в безопасное место, пройдя порядка 70 метров по разбитой, каменистой и выжженной земле. Путь Апиате освещал собственный горящий автомобиль, что сделало его мишенью на линии огня между боевиками и новозеландцами. Несмотря на это, Апиата не получил ни одного ранения. Передав раненого сослуживца своим товарищам по патрулю, Апиата перевооружился и вступил в бой. Несмотря на численное превосходство боевиков, патрулю капрала Апиаты потребовалось всего 20 минут, чтобы отбить атаку и разгромить нападавших.
При возвращении в Новую Зеландию после своего первого афганского турне, первыми, кого увидел Апиата, сойдя с трапа самолёта, были человек, которого он спас, и его жена. Медицинское освидетельствование спасённого показало, что он мог умереть от потери крови и болевого шока, если бы не действия Апиаты. Впоследствии капрал полностью выздоровел и вернулся в строй; в 2010 году он был снова направлен в Афганистан в качестве личного охранника премьер-министра Джона Ки.
26 июля 2007 года крест Виктории для Новой Зеландии был вручён Апиате генерал-губернатором Новой Зеландии Анандом Сатьянандом на церемонии инвеституры в Доме правительства в Веллингтоне. Апиате на тот момент было 35 лет. Он стал первым и остаётся единственным кавалером креста Виктории для Новой Зеландии. Также Апиата является 22-м новозеландцем-кавалером креста Виктории, первым обладателем данной награды в Новой Зеландии со времён Второй мировой войны, 14-м кавалером после её окончания, первым из рядов Особой воздушной службы во всём Содружества, вторым из народа маори после Моаны-Нуи-а-Кивы Нгариму, награждённого в 1943 году за действия в Северной Африке, вторым обладателем одной из высших наград Содружества после Мюррея Хадсона, награждённого крестом Георга посмертно в 1974 году за храбрость во время инцидента с гранатой на учениях в Ваиоуру.
24 апреля 2008 года Апиата объявил о том, что пожертвовал свой крест Виктории в дар нации. Награда была передана на хранение благотворительной организации «NZSAS Trust», занимающейся оказанием помощи членам Особой воздушной службы и их семьям. Крест Виктории выставляется на территории комплекса ОВС в Папакуре за исключением тех случаев, когда Апиата носит его на публичных мероприятиях.

#### Продолжение службы
·  Некоторые носят пижамы с суперменом. Супермен носит пижаму с Вилли Апиатой.
 ·  Google не будет искать Вилли Апиату, потому что знает, что вы не найдёте Вилли Апиату, а он найдёт вас.
 ·  Вилли Апиата не носит часов. Он сам решает, который сейчас час.
11 августа 2007 года Апиата приехал в Те-Каху, где была проведена официальная церемония его возвращения домой. После награждения крестом Виктории Апиата невольно стал секс-символом Новой Зеландии, героем всевозможных шуток, восхваляющих его героизм, а согласно соцопросам неоднократно признавался самым надёжным человеком среди новозеландцев. В 2008 году об Апиате был снят телевизионный документальный фильм, а затем вышла биографическая книга. В 2011 году Апиата отказался от размещения своей фотографии на почтовой марке из серии «Почты Новой Зеландии», посвящённой новозеландцам-кавалерам креста Виктории, сочтя это неуместным.
В сентябре 2009 года контингент Особой воздушной службы в составе 70 спецназовцев был в четвёртый раз развёрнут в Афганистане. Об этом стало известно, после того как в январе 2010 года в газете «The New Zealand Herald» была опубликована фотография французского журналиста Филипа Пупина, на которой были запечатлены новозеландские спецназовцы, вступившие в бой с талибами в Кабуле.
Как выяснилось, одним из новозеландцев оказался Апиата, который был послан в Афганистан по своей настоятельной просьбе. Вскоре премьер-министр Джон Ки был вынужден публично признать, что на снимке запечатлён именно Апиата. Одновременно Ки поставил под сомнение профессиональные качества журналистов, допустивших такую публикацию и не затемнивших лица солдат, что могло подвергнуть новозеландцев дополнительному риску; такие заявления были раскритикованы в руководстве «The New Zealand Herald», где отметили, что «солдаты находились в людном месте, на общедоступной улице, в большом городе, на виду у всех, в форме, с оружием», и, следовательно, скрывать их личности не было никакого смысла. Сам же Апиата после этого позвонил домой и сообщил, что с ним всё в порядке. Впоследствии также утверждалось, что публикация фотографии Апиаты могла отрицательно повлиять на его военную службу и потенциальные оперативные возможности.

#### Отставка и дальнейшая жизнь
18 июля 2012 года Апиата объявил об отставке в звании капрала после 23 лет, проведённых на военной службе. Он отметил, что принял «нелёгкое» решение посвящать как можно больше времени семье и благотворительной деятельности, в частности на работе в фонде «High Wire Trust» по поддержке молодёжи. После этого Апита был переведён в резерв Особой воздушной службы, откуда теоретически может быть снова призван в армию для участия в боевых действиях.
В СМИ обсуждалась возможная связь отставки Апиаты с ухудщающимися условиями службы в армии, что опровергалось в правительстве. Ныне Апиата активно участвует в различного рода общественных мероприятиях, вроде вручений наград и открытий музеев. В 2010 и 2012 годах Апиата встречался с принцем Чарльзом, в 2014 и 2018 годах с королевой Елизаветой II, а в 2017 году с принцем Уильямом.
Апиата не любит рассказывать о том, что произошло в тот день в Афганистане, за который он получил свой крест Виктории. Обстоятельства произошедшего боя стали доступны общественности лишь в 2017—2019 годах в ходе нескольких расследований, предпринятых как новозеландскими журналистами из издания «Stuff.co.nz», так и военным руководством Новой Зеландии.
Как выяснилось, в ходе операции «Op Concord II», предпринятой для оценки ситуации в преддверии президентских выборов 2004 года, новозеландский патруль под названием «Op Quested 1» был выдвинут в район вилаятов Кандагар, Урузган и Дайкунди. 17 июня того же года патруль посетил деревню Ход. Новозеландские журналисты с отсылкой на слова опрошенных афганцев заявили о том, что солдаты Особой воздушной службы избили жителей деревни, возможно, спровоцировав последовавшее нападение. В ответном расследовании, проведённом Силами обороны Новой Зеландии, была опровергнута возможность провокации со стороны новозеландских солдат, которые, как отмечалось, «довольно дружелюбно» поговорили с жителями деревни. Затем новозеландцы разбили лагерь примерно в двух километрах к западу от деревни, который в предрассветные часы 18 июня был атакован боевиками. Особо отмечалось, что как журналисты, так и военные не ставили под сомнение действия Апиаты.

## Награды
- Крест Виктории для Новой Зеландии, медаль оперативной службы Новой Зеландии[англ.], медаль Восточного Тимора[англ.], медаль ООН «МООНВТ[англ.]», медаль общей службы Новой Зеландии 2002 года в Афганистане[англ.], медаль НАТО «МССБ», медаль Бриллиантового юбилея королевы Елизаветы II, медаль службы обороны Новой Зеландии[англ.], благодарность соединению Военно-морского флота от президента США[6][82].
- Золотой знак Королевской новозеландской ассоциации вернувшихся и отслуживших[англ.] с пожизненным членством (2007 год)[83][84].

## Личная жизнь
Ведёт закрытый образ жизни и не комментирует свои личные взаимоотношения, испытывая некоторый дискомфорт в связи со своей известностью. В 2011 году женился на Саде Вайкато, бывшем армейском поваре, которой на тот момент был 21 год. У них родилось двое сыновей. Кроме того, у Апиаты есть сын от предыдущих отношений, родившийся в 2003 году (мать ребёнка, с которой он прожил семь лет, родом из иви Те Фанау-а-Апануи — с ним Апиата практически сроднился). В 2015 году пара разошлась, несмотря на попытку примирения. Впоследствии, Саде заявляла в интервью, что потеряла в браке свою независимость, чувствовала себя «изолированной и одинокой» во время тихой жизни на сельской окраине Окленда, и что для сохранения семьи одной лишь любви было недостаточно. В 2016 году Апиата появился на публике с другой женщиной.